# SPAD S.VII
Lo SPAD S.VII fu un aereo da caccia monoposto biplano sviluppato dall'azienda aeronautica francese Sociéte Pour l'Aviation et ses Dérivés, o più brevemente SPAD, negli anni dieci del XX secolo.
Utilizzato durante la prima guerra mondiale, era un velivolo famoso per essere difficile da pilotare e potente, con ottime caratteristiche di salita e di picchiata. Come piattaforma di tiro era stabile e con questo aereo volarono diversi assi dell'Intesa tra i quali Francesco Baracca e il francese Georges Guynemer.

## Storia del progetto
Lo sviluppo di questo caccia cominciò con un prototipo, designato S.V, nel 1915. Il motore utilizzato era il nuovo motore a V 8Aa prodotto dalla Hispano-Suiza. La potenza di questo propulsore era di 150 hp (112 kW) che permetteva al velivolo di raggiungere i 192 km/h (119 miglia orarie). Il primo volo fu effettuato nell'aprile del 1916 e l'Aviazione francese rimase impressionata dalle prestazioni dimostrate da questo prototipo e ne ordinò 268 esemplari.
Gli esemplari di produzione avevano la designazione S.VII. In seguito sul velivolo venne montata la versione 8Ac del motore con potenza di 180 hp (134 kW). L'unico problema di questa unità era dato dalla sua tendenza al surriscaldamento.
Dopo l'utilizzo nel periodo sopracitato, ai giorni nostri lo SPAD VII ha risvegliato gli interessi di costruttori amatoriali che ne hanno fatto vari progetti di repliche in scala sia in legno sia con struttura in alluminio.
Per cui grazie al lavoro di pochi amanti del volo, oggi è possibile rivedere in volo lo SPAD VII.
https://commons.m.wikimedia.org/wiki/File:Spad_VII_Replica.jpeg
Gli SPAD VII consegnati all’Italia, dove l’aereo non fu costruito su licenza, mentre ne veniva prodotto il motore (dalla Itala (azienda) e dalla SCAT) ed impiegati durante il conflitto, furono 214.

## Impiego operativo
Lo SPAD S.VII entrò in servizio con la Escadrille No 26 nell'agosto dello stesso anno. La prima vittoria in combattimento fu ottenuta il 23 dello stesso mese dal pilota Armand Pinsard. 
Altri grandi piloti ad usarlo furono Georges Guynemer, René Fonck e Eddie Rickenbacker.
Il Royal Flying Corps inizialmente rifiutò di adottare l'aereo a causa di una serie di gravi incidenti dovuti a cedimenti strutturali ma in seguito non solo lo inserì nei suoi ranghi ma venne anche prodotto su licenza in Inghilterra presso Brooklands. Nel 1917 venne impiegato, sebbene principalmente nel ruolo di addestratore, dal servizio aereo della American Expeditionary Force.
Nello stesso anno il velivolo si poteva considerare obsoleto e lo stesso asso francese Georges Guynemer richiese alla ditta di produrre una versione migliorata del caccia. Iniziarono così i lavori di progettazione che porteranno allo sviluppo di uno dei migliori caccia del conflitto: lo SPAD S.XIII.
In Italia vennero distribuiti dal 15 marzo 1917 ad alcune squadriglie da caccia di prima linea (squadriglie 70ª, 71ª, 75ª, 76ª, 77ª, 83ª, 91ª e 5ª Sezione Difesa), integrandosi con i Nieuport 17 già in dotazione.
La 70ª Squadriglia caccia riceve i primi 2 esemplari il 15 marzo 1917 con Luigi Olivari e Fulco Ruffo di Calabria.
Il 26 aprile Francesco Baracca abbatte un Hansa-Brandenburg C.I con l'aiuto del sergente Goffredo Gorini ed Attilio Imolesi della 79ª Squadriglia vicino a San Martino del Carso arrivando ad 8 vittorie e ricevendo la croce dell'Ordine militare di Savoia; il timone dell'aereo abbattuto è esposto al Museo storico dell'Aeronautica Militare di Vigna di Valle.
La 77ª Squadriglia aeroplani riceve i suoi primi esemplari nel marzo 1917 ed in maggio ne ha 3. A bordo dello Spad matricola 14208 il 29 marzo 1918 il brigadiere Ernesto Cabruna affronta da solo una formazione di dieci caccia austriaci che scortano un bombardiere. La grande manovrabilità dello Spad gli permette di disperdere il gruppo, abbatterne uno e terminare la missione vittorioso.
La 91ª Squadriglia nasce il 1º maggio 1917 con 4 esemplari ed il 7 maggio ne arrivano altri 10 di cui uno dedicato a Baracca che il 10 maggio abbatte un Hansa-Brandenburg D.I vicino a Vertoiba conseguendo la nona vittoria ufficiale.
Il 20 maggio nell'ambito della decima battaglia dell'Isonzo Baracca colpisce sul Monte Santo di Gorizia un ricognitore con pallottole incendiarie che precipita a quota 363 di Plava a pochi metri dalle trincee italiane.
Il 23 giugno Ferruccio Ranza ottiene la quinta vittoria confermata sul Monte Armentera diventando un Asso dell'aviazione.
Il 31 luglio Baracca attacca un Hansa-Brandenburg C.I nella zona di Oslavia incendiandolo ed il 2 agosto Pier Ruggero Piccio abbatte 2 Brandenburg dalle parti di Tolmino. Il 10 agosto Giovanni Sabelli rivendica un aereo che precipita sul Monte Stol osservato da vedette italiane. La squadriglia rivendica 7 vittorie in luglio e 5 in agosto.
Al 1º settembre l'unità ne ha in linea 17 ed il 29 settembre Sabelli ed il Ten. Giorgio Pessi (ovvero Giuliano Parvis) abbattono un biposto Br. C.1 sulle rive del laghetto Pietra Rossa di Canè (Vione).
Il 3 ottobre Piccio attacca costringendo a prendere terra un ricognitore entro le linee italiane ed il 13 ottobre Olivari muore in un incidente aereo dopo essere arrivato a 12 vittorie.
La 71ª Squadriglia caccia riceve gli SPAD dal 15 maggio 1917 ed il 6 agosto il Serg. Montalto Ercoli abbatte un Hansa-Brandenburg C.I vicino ad Arsiero ed il 23 agosto il Serg. Antonio Amantea abbatte un Albatros D.III.
Dal 16 dicembre 1917 ne ha in linea 12.
La 76ª Squadriglia caccia il 17 giugno 1917 con Luigi Olivi insieme al ten. Ernesto Bonavoglia rivendica una vittoria vicino a Ranziano (facendolo diventare un asso dell'aviazione) ed un altro che precipita vicino a Merna arrivando alla sesta vittoria confermata ma muore in un incidente vicino a Moraro, per fotografare i resti dei nemici ed al 3 agosto dispone di 3 SPAD.
La 75ª Squadriglia caccia dal 31 agosto 1917 ne ha una Sezione.
La 83ª Squadriglia il 5 ottobre 1917 con il Ten. Ernesto Bonavoglia colpisce un aereo tedesco che plana rapidamente su Resia nella campagna di Albania.
Dal 3 novembre arriva in Italia la Escadrille N 69 - SPA 69 che ritorna in Francia il 10 aprile 1918.
La 5ª Sezione Difesa a settembre 1918 ne ha 4 nella versione 140 hp.
In Italia dal 1917 volavano anche gli esemplari della Escadrille N 92 i - N 392 - N 561 per la difesa di Venezia.
Nel 1923 erano ancora in dotazione al 1º Stormo Caccia Terrestre della Regia Aeronautica.

## Utilizzatori
Argentina

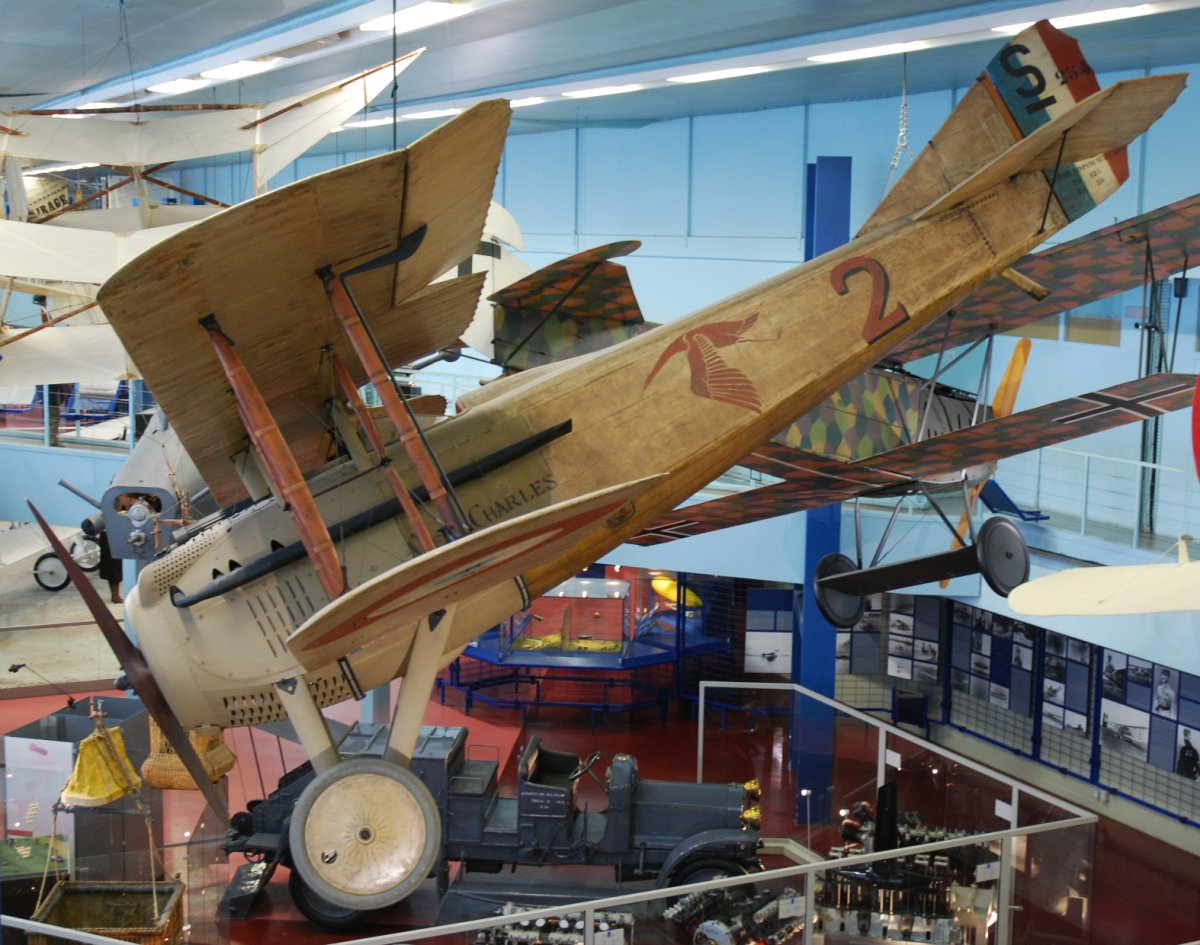
Lo SPAD S.VII originale utilizzato da Georges Guynemer, soprannominato "Vieux Charles", conservato al Musée de l'air et de l'espace.

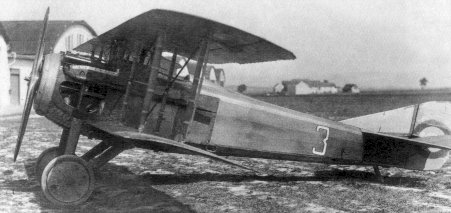
Uno SPAD S.VII con livrea della Češkoslovenske Letectvo, l'Aeronautica dell'Esercito cecoslovacco.

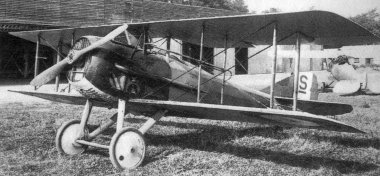
Un'altra vista dello SPAD S.VII.

Lo SPAD S VII del Servizio Aeronautico del Regio Esercito appartenuto a Fulco Ruffo di Calabria. Oggi l'aereo è conservato presso il Museo storico dell'Aeronautica Militare.

Lo SPAD S VII del Servizio Aeronautico del Regio Esercito appartenuto ad Ernesto Cabruna, conservato presso il Museo storico dell'Aeronautica Militare.

- Servicio Aéronautico del Ejército (due esemplari)

 Belgio
- Aviation militaire/Militair Vliegwezen

 Brasile
- Serviço de Aviação Militar

 Cile
- Servició de Aviación Militar de Chile (un solo esemplare)

 Cecoslovacchia
- Češkoslovenske Letectvo (70–80 esemplari)

 Estonia
- Eesti õhuvägi (due esemplari)

 Finlandia
- Suomen ilmavoimat (un solo esemplare)

 Francia
- Aéronautique Militaire dell'Armée de terre

 Giappone
- Dai-Nippon Teikoku Rikugun Kōkū Hombu

 Grecia
- Polemikí Aeroporía

 Russia
- Imperatorskij voenno-vozdušnyj flot

 Italia
- Servizio Aeronautico del Regio Esercito

 Jugoslavia
- Jugoslovensko kraljevsko ratno vazduhoplovstvo i pomorska avijacija

 Paesi Bassi
- Luchtvaartafdeling (un solo esemplare)

 Perù
- Cuerpo de Aviación del Perú (due esemplari)

 Polonia
- Siły Powietrzne (postbellico)

 Portogallo
- Serviço Aeronáutico Militar

 RSFS Russa
- Raboče-Krest'janskij Krasnyj vozdušnyj flot

 Romania
- Aeronautica Regală Românã

 Serbia
- Srpska avijacija

 Siam
- Krom Akat Sayam

 Regno Unito
- Royal Air Force
- Royal Flying Corps

 Stati Uniti
- Aviation Section, U.S. Signal Corps

 Ucraina
- (due esemplari)

### Pubblicazioni
- (EN) J.M. Bruce, The First Fighting SPADs, in Air Enthusiast, Issue 15, Bromley, Kent, Pilot Press, aprile–luglio 1981,  pp. 58-77, ISSN 0143-5450.